# Tomás Granitto
Tomás Granitto (San Salvador, 12 de junio de 1993) es un futbolista salvadoreño de origen argentino. Juega como centrocampista y su equipo actual es el Club Deportivo Águila de la Primera División de El Salvador.

## Trayectoria
Es hijo de padres argentinos. Su padre Gustavo Granitto, es un instructor de tenis, que solía trabajar en suelo salvadoreño hace más de 20 años. En "el Pulgarcito de América" nació Tomás , que cuando cumplió cinco años, emprendió el camino de regreso con sus padres sin imaginarse que regresaría para defender los colores de la selección. Lejos de formarse como tenista y seguir los pasos de su papá, su pasión siempre ha sido el fútbol. Tomás estudió en Miami debido a que su padre tiene una escuela de tenis allí. 
Fue invitado a los campos de entrenamiento de Estudiantes de la Plata y del Pachuca de México.

## Selección nacional
Fue convocado por la Sub-18 de Estados Unidos para unos amistosos contra equipos de la MLS.
Ha sido internacional con la Selección Sub-20 de El Salvador en 3 ocasiones sin anotar goles en el mundial Sub-20 2013.

## Clubes
Actualizado al último partido jugado el 11 de mayo de 2025.
| Club Deportivo Luis Ángel Firpo · El Salvador | 1.ª                 | 2013                | 7   | 0 | - | - | 1  | 0  | 8   | 0 |
| Club Deportivo Luis Ángel Firpo · El Salvador | Total               | Total               | 7   | 0 | 0 | 0 | 1  | 0  | 8   | 0 |
| Football Club Dallas Reservas Estados Unidos  | 2.ª                 | 2014                | 10  | 0 | - | - | -  | -  | 10  | 0 |
| Football Club Dallas Reservas Estados Unidos  | Total               | Total               | 10  | 0 | 0 | 0 | 0  | 0  | 10  | 0 |
| FC Edmonton · Canadá                          | 2.ª                 | 2015                | 14  | 0 | 3 | 0 | -  | -  | 17  | 0 |
| FC Edmonton · Canadá                          | Total               | Total               | 14  | 0 | 3 | 0 | 0  | 0  | 17  | 0 |
| Swope Park Rangers Estados Unidos             | 3.ª                 | 2016                | 27  | 1 | - | - | -  | -  | 27  | 1 |
| Swope Park Rangers Estados Unidos             | Total               | Total               | 27  | 1 | 0 | 0 | 0  | 0  | 27  | 1 |
| Sporting Kansas City Estados Unidos           | 1.ª                 | 2016                | 0   | 0 | - | - | 1  | 0  | 1   | 0 |
| Sporting Kansas City Estados Unidos           | Total               | Total               | 0   | 0 | 0 | 0 | 1  | 0  | 1   | 0 |
| Portland Timbers 2 Estados Unidos             | 2.ª                 | 2017                | 20  | 0 | - | - | -  | -  | 20  | 0 |
| Portland Timbers 2 Estados Unidos             | Total               | Total               | 20  | 0 | 0 | 0 | 0  | 0  | 20  | 0 |
| Miami United FC Estados Unidos                | 4.ª                 | 2018                | 11  | 2 | 3 | 2 | -  | -  | 14  | 4 |
| Miami United FC Estados Unidos                | Total               | Total               | 11  | 2 | 3 | 2 | 0  | 0  | 14  | 4 |
| Miami Football Club Estados Unidos            | 3.ª                 | 2019                | 0   | 0 | 1 | 0 | -  | -  | 1   | 0 |
| Miami Football Club Estados Unidos            | 2.ª                 |                     |     |   |   |   |    |    |     |   |
| Miami Football Club Estados Unidos            | 2020                | 16                  | 1   | - | - | - | -  | 16 | 1   |   |
| Miami Football Club Estados Unidos            | Total               | Total               | 16  | 1 | 1 | 0 | 0  | 0  | 17  | 1 |
| Club Deportivo FAS · El Salvador              | 1.ª                 | 2021                | 20  | 0 | - | - | -  | -  | 20  | 0 |
| Club Deportivo FAS · El Salvador              | 1.ª                 | 2021                | 23  | 0 | - | - | 2  | 0  | 25  | 0 |
| Club Deportivo FAS · El Salvador              | Total               | Total               | 43  | 0 | 0 | 0 | 2  | 0  | 45  | 0 |
| Club Deportivo Águila · El Salvador           | 1.ª                 | 2022                | 14  | 0 | - | - | -  | -  | 14  | 0 |
| Club Deportivo Águila · El Salvador           | Total               | Total               | 14  | 0 | 0 | 0 | 0  | 0  | 14  | 0 |
| Club Atlético All Boys Argentina              | 2.ª                 | 2023                | 13  | 0 | - | - | -  | -  | 13  | 0 |
| Club Atlético All Boys Argentina              | Total               | Total               | 13  | 0 | 0 | 0 | 0  | 0  | 13  | 0 |
| Club Deportivo Águila · El Salvador           | 1.ª                 | 2023-24             | 26  | 0 | - | - | -  | -  | 26  | 0 |
| Club Deportivo Águila · El Salvador           | 1.ª                 | 2024-25             | 35  | 2 | - | - | 7  | 0  | 42  | 2 |
| Club Deportivo Águila · El Salvador           | 1.ª                 | 2025-26             |     |   |   |   |    |    |     |   |
| Club Deportivo Águila · El Salvador           | Total               | Total               | 61  | 2 | 0 | 0 | 7  | 0  | 68  | 2 |
| Total en su carrera                           | Total en su carrera | Total en su carrera | 236 | 6 | 7 | 2 | 11 | 0  | 254 | 8 |
| (2) No incluye goles en partidos amistosos.   |                     |                     |     |   |   |   |    |    |     |   |

Universidad
| Club                      | País           | Año         | Partidos | Goles |
| ------------------------- | -------------- | ----------- | -------- | ----- |
| Florida Gulf Coast Eagles | Estados Unidos | 2011 - 2013 | 35       | 1     |
| Total:                    | Total:         | Total:      | 35       | 1     |

### Selección nacional
| Selección                                     | Año                 | Partidos | Goles |
| --------------------------------------------- | ------------------- | -------- | ----- |
| El Salvador Sub-20                            |                     |          |       |
| 2013                                          | 3                   | 0        |       |
| Total en su carrera                           | Total en su carrera | 3        | 0     |
| El Salvador                                   |                     |          |       |
| 2019                                          | 1                   | 0        |       |
| 2020                                          | 1                   | 0        |       |
| 2021                                          | 1                   | 0        |       |
| 2022                                          | 0                   | 0        |       |
| 2023                                          | 0                   | 0        |       |
| 2024                                          | 0                   | 0        |       |
| Total en su carrera                           | Total en su carrera | 3        | 0     |
| Estadísticas hasta el 6 de noviembre de 2021. |                     |          |       |

### Participaciones en Copas del Mundo
| Mundial                               | Sede    | Resultado    |
| ------------------------------------- | ------- | ------------ |
| Copa Mundial de Fútbol Sub-20 de 2013 | Turquía | Primera fase |

## Palmarés

### Torneos locales
| Torneo           | Club               | País        | Año     |
| ---------------- | ------------------ | ----------- | ------- |
| Primera División | Club Deportivo FAS | El Salvador | 2020-21 |